# Eva García González
Eva García González (1978) es una deportista española que compite en duatlón. Ganó una medalla de bronce en el Campeonato Mundial de Duatlón Campo a Través de 2023.

## Palmarés internacional
| Campeonato Mundial | Campeonato Mundial | Campeonato Mundial | Campeonato Mundial |
| Año                | Lugar              | Medalla            | Prueba             |
| ------------------ | ------------------ | ------------------ | ------------------ |
| 2023               | Ibiza (España)     | Medalla de bronce  | Individual         |